# Classe Condor
La classe Condor est une classe de quatre aviso-torpilleurs (ou « croiseur-torpilleurs »)  de la marine nationale française construite avant le début du XXe siècle.

## Service
Le Vautour a été stationné à Constantinople en 1902. Claude Farrère (nom de plume de l'enseigne de vaisseau Frédéric-Charles Bargone) sert sur ce navire d'où il tirera un livre, La nuit en mer. En 1903, l'attaché naval à l'ambassade de France Pierre Loti en prit le commandement. Deux futurs académiciens français ont donc servi sur ce bateau à un an d'intervalle.
La nuit en mer conte l'aller retour du Vautour de Constantinople à Yalta en décembre 1902 pour aller présenter, sur instruction du ministre de la marine Camille Pelletan, « les compliments respectueux de la France à l'occasion de la fête patronymique du tsar Nicolas II le 6 décembre » page 37. 
Cet épisode est confirmé par les archives familiales de l'enseigne de vaisseau Fernand de Raucourt, servant sur le Vautour en 1902 (Fernand de Valcourt dans le livre) et qui montre des photos du Vautour à Yalta, à proximité du yacht du tsar, le Shtandart.

## Unités
| Nom      | Chantier | Lancement  | Fin de service | Photo |
| -------- | -------- | ---------- | -------------- | ----- |
| Condor   |          | mai 1885   | retiré en 1907 |       |
| Épervier |          | 1886       | retiré en 1911 |       |
| Faucon   |          | 1887       | retiré en 1920 |       |
| Vautour  |          | avril 1889 | retiré en 1908 |       |